# Lisa Dobriskey
Lisa Dobriskey (Reino Unido, 23 de diciembre de 1983) es una atleta británica, especialista en la prueba de 1500 m, con la que ha llegado a ser subcampeona mundial en 2009.

## Carrera deportiva
En el Mundial de Berlín 2009 gana la medalla de plata en los 1500 m, consiguiendo un tiempo de 4:03.75, quedando tras la bareiní Maryam Yusuf Jamal (oro) y por delante de la estadounidense Shannon Rowbury.